# 모건 휘태커
모건 리스 휘태커 (Morgan Reece Whittaker, 2001년 1월 7일 ~ )는 잉글랜드의 축구 선수이며, 플리머스 아가일에서 공격형 미드필더 또는 라이트 윙어로 뛰고 있다.